# Yaacov Dorchin
Yaacov Dorchin auch Ya'acov Dorchin (hebräisch יעקב דורצ'ין; geboren am 12. März 1946 in Haifa) ist ein israelischer Bildhauer, Maler und Entomologe. Sein künstlerisches Œuvre umfasst unter anderem: Gemälde mit Tusche und verschiedenen Farben, Buchillustrationen, Raum-Installationen. Er ist vor allem bekannt durch Skulpturen, die aus rostigem Eisen hergestellt sind. In den Jahren 1993 bis 1995 fertigte er eine Serie von großen, tonnenschweren Eisenskulpturen, die er “blocked wells” nannte. Die Grundlage dazu bildeten Eisenblöcke, teils mit Schamottsteinen ummantelt, die er im aufgelassenen Materiallager eines Stahlwerks fand und neu verwendete.

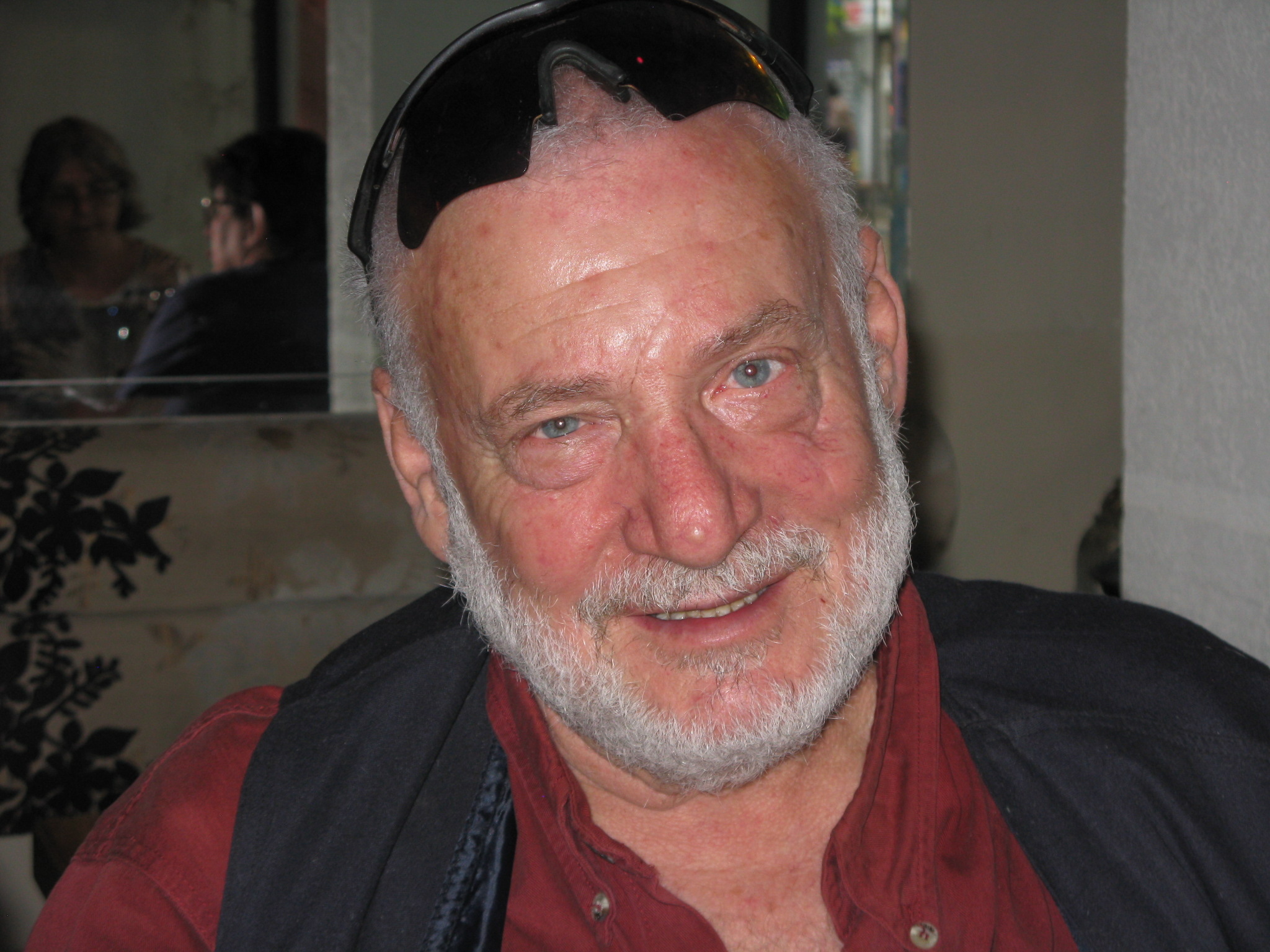
Yaacov Dorchin, 2017

## Leben
Als Dorchin geboren wurde, war Haifa Teil des Britischen Mandatsgebietes Palestina. Er malte schon seit seiner Kinderzeit in Hadar HaCarmel. Später lebte er im Kibbutz Ramat David. Schon als Kind war Dorchin an allem Lebendigen interessiert und sammelte Tiere. Er meinte, dass er später Biologe werden würde, aber später interessierte er sich mehr für die Ästhetik der Natur und Kunst. Nach seinem Militärdienst arbeitete er unter anderem im Hafen von Haifa, in der Landwirtschaft, in einer Kupfermine und als Fischer. Stets aber zeichneter und malte er intensiv in seiner Freizeit. So war auch seine Entwicklung zum Künstler nicht ein konkreter Entschluss, sondern Ergebnis seiner persönlichen Entwicklung. 1972 brannte es in seinem Atelier im Kibbutz Kfar Hahoresh. Dadurch gab er für einige Zeit das Malen auf und wandte sich schließlich mehr den Skulpturen zu.

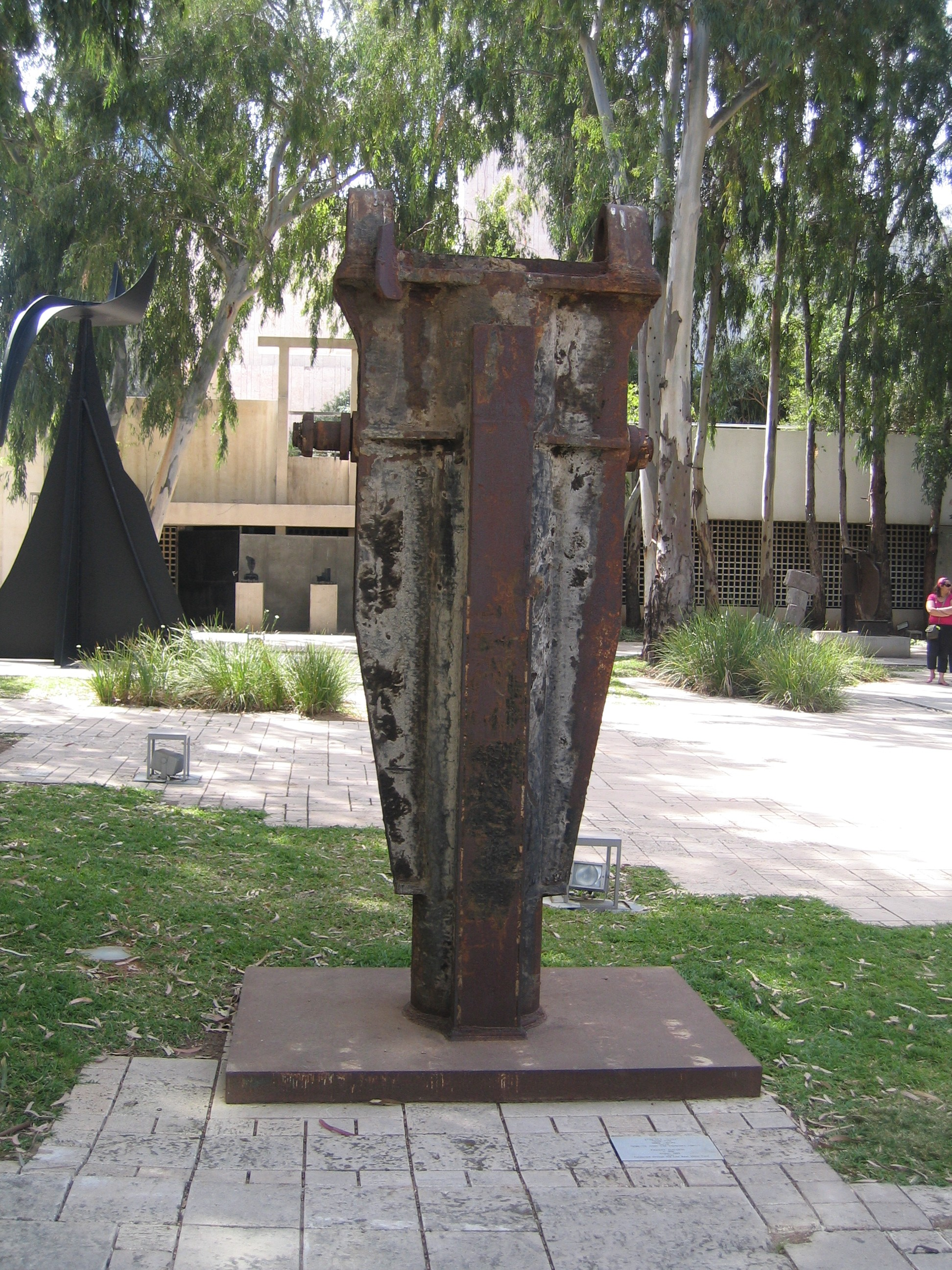
Engel von Y. Dorchin (1993)

Seit 1967 lebt Dorchin im Kibbutz Kfar HaHoresh westlich von Nazareth, wo er ein Atelier hat. Dorchin vertrat Israel auf der Biennale in Venedig im Jahre 1990. Dort traf er Eduardo Chillida und Anthony Caro, die ihn inspirierten. Außerdem wurde er durch die Bekanntschaft mit Joseph Beuys beeinflusst. Manche seiner Skulpturen sind auch im Geiste von Constantin Brâncuși.
Dorchin war ab 1991 Professor an der Fakultät für Kunst der Universität Haifa. Von 1997 bis 2002 war er Leiter der Fakultät. 2011 wurde er mit dem Israel-Preis, der höchsten Auszeichnung des Staates Israel, geehrt. Seit 2015 ist er Leiter der Basis School of Arts, Herzliya.

## Dorchin als Entomologe
Dorchin ist auch als Entomologe aktiv und bearbeitet Bockkäfer mit Schwerpunkt Afrika, Naher – und Mittlerer Osten. Außerdem bearbeitet er die Lokalfauna Israels. Dorchin hat eine Reihe von wissenschaftlichen Publikationen erstellt. Für Dorchin waren die Käfer immer eine Quelle für Inspirationen aber auch eine Möglichkeit von der bildhauerischen Arbeit Abstand zu gewinnen.

## Kunstausstellungen
Dorchin hat in vielen Galerien und Museen in Israel ausgestellt, insbesondere viele Male in der Gordon Gallery Tel Aviv. Seine Werke wurden aber zum Beispiel auch in New York, Tokyo, Liège (Belgien) und in anderen Städten gezeigt. 2005 hat er mit Yosef Schlein in der Zoologischen Staatssammlung München eine viel beachtete Ausstellung bestückt. 2009 wurde eine große Retrospektive im Tel Aviv Museum of Art gezeigt. Eine Auswahl seiner Ausstellungen sind auf der Webseite der Gordon Gallery zu finden.

## Skulpturen auf öffentlichen Plätzen

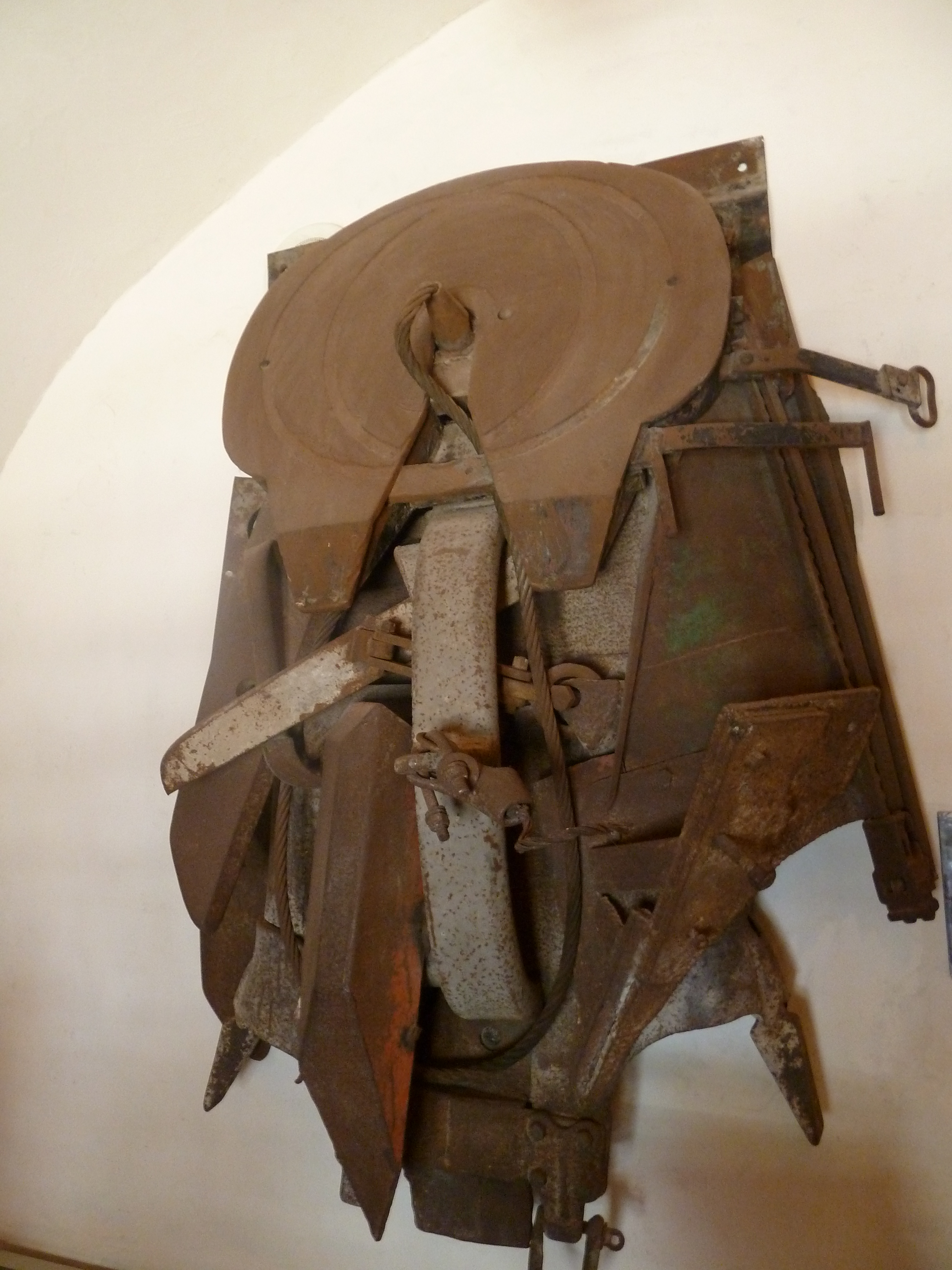
Beelzebub von Y. Dorchin, 1995

Werke von Dorchin sind in vielen Museen und auf öffentlichen Plätzen zu sehen. Hier eine Auswahl:
- 1995: Sea Angel, Abba Eban Boulevard, Herzliya
- 1995: Angel, Sculpture Garden, Tel Aviv Museum of Art, Tel Aviv
- 1994: Ship of fools, The Coastal Road, Herzliya (with Yigal Tumarkin)
- 1993–1995: Sealed well, The Coastal Road, 83’rd kilometer
- 1993–1995: Sealed well with fossilized lily, Tel Aviv University
- 1993–1995: Sealed well, Shaul Hamelech Boulevard, Tel Aviv
- 1991: Well and four dogs, Ben-Zion Street Corner of King George Street, Tel Aviv
- 1989: Pool with rainbow fish, Herzliya Museum of Art, Herzliya
- 1987: Pool with four fish, Tel Hai

## Preise (Auswahl)
Dorchin hat viele Preise als Künstler erhalten. Hier eine Auswahl:
- 2011: Israel-Preis in Visual Art
- 2004: EMET Prize for Arts and Culture
- 1989: Minister of Education and Culture Award for Painting and Sculpture
- 1985: Oscar Hendler Award, Ghetto Fighters' Kibbutz

## Entomologische Publikationen

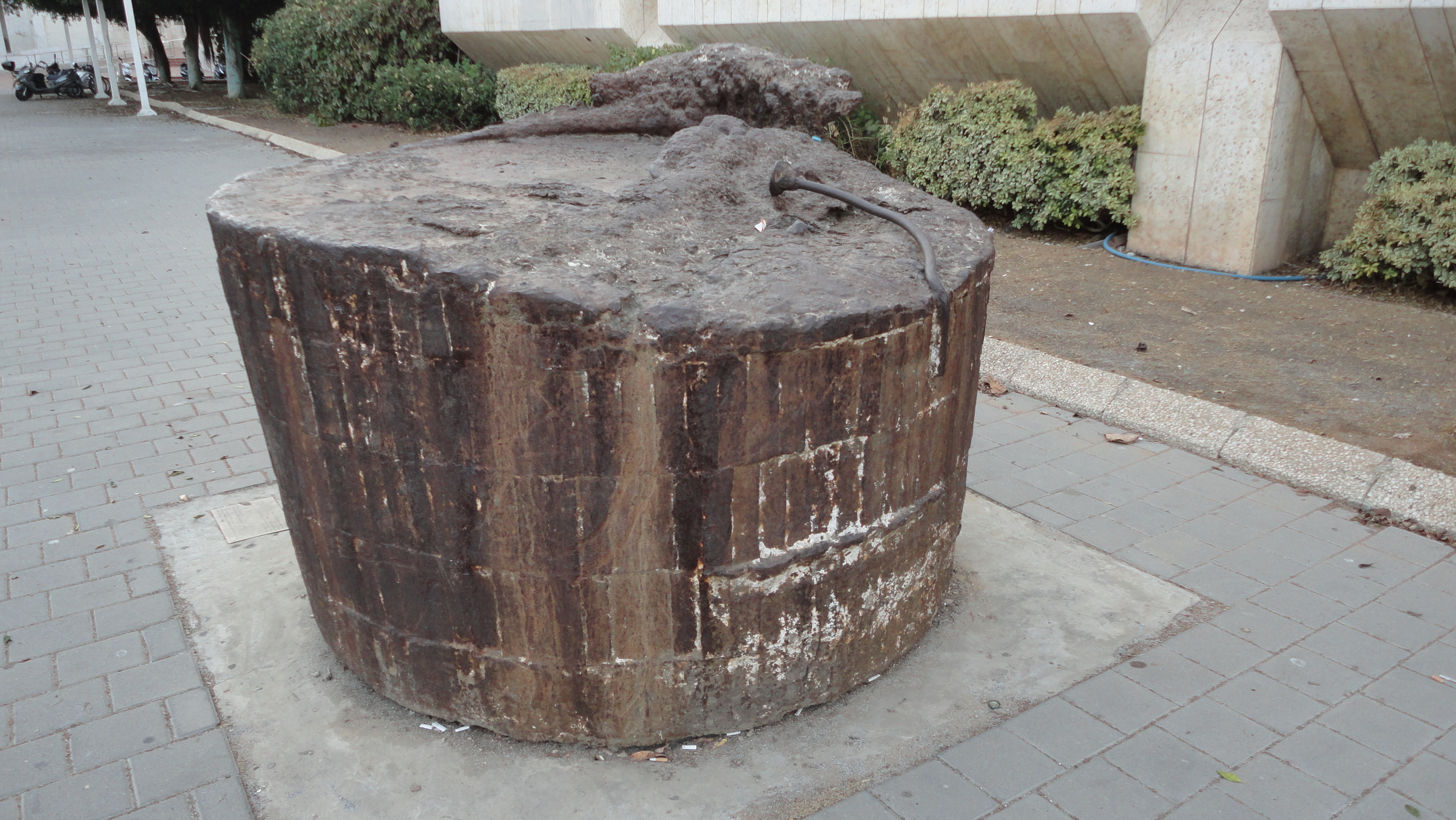
Blocked Well and Fossilized Lily I, 1993–1995, collection of Tel Aviv Museum of Art

- T. Pavlicek, V. Chikatunov, V. Kravchenko, Y. Dorchin, E. Nevo: Xylotrechus stebbingi Gahan a new species for Israeli beetle fauna (Coleoptera: Cerambycidae). In: Mitteilungen des internationalen Entomologischen Vereins, 23 (1/2), 1998, S. 73–74.
- S. Ben-Yehuda, Y. Dorchin, Z. Mendel: Outbreaks of the fig borer Batocera rufomaculata and other cerambycids in fruit plantations in Israel. In: Alon Hanotea, 54, 2000, S. 23–29 (in Hebrew with an English Abstract).
- M. Uhlg, Y. Dorchin: A new Termophilum species from the Richtersveld National Park in South Africa (Coleoptera, Carabidae: Anthiinae). In: Deutsche Entomologische Zeitschrift, 60, 2013, S. 241–249

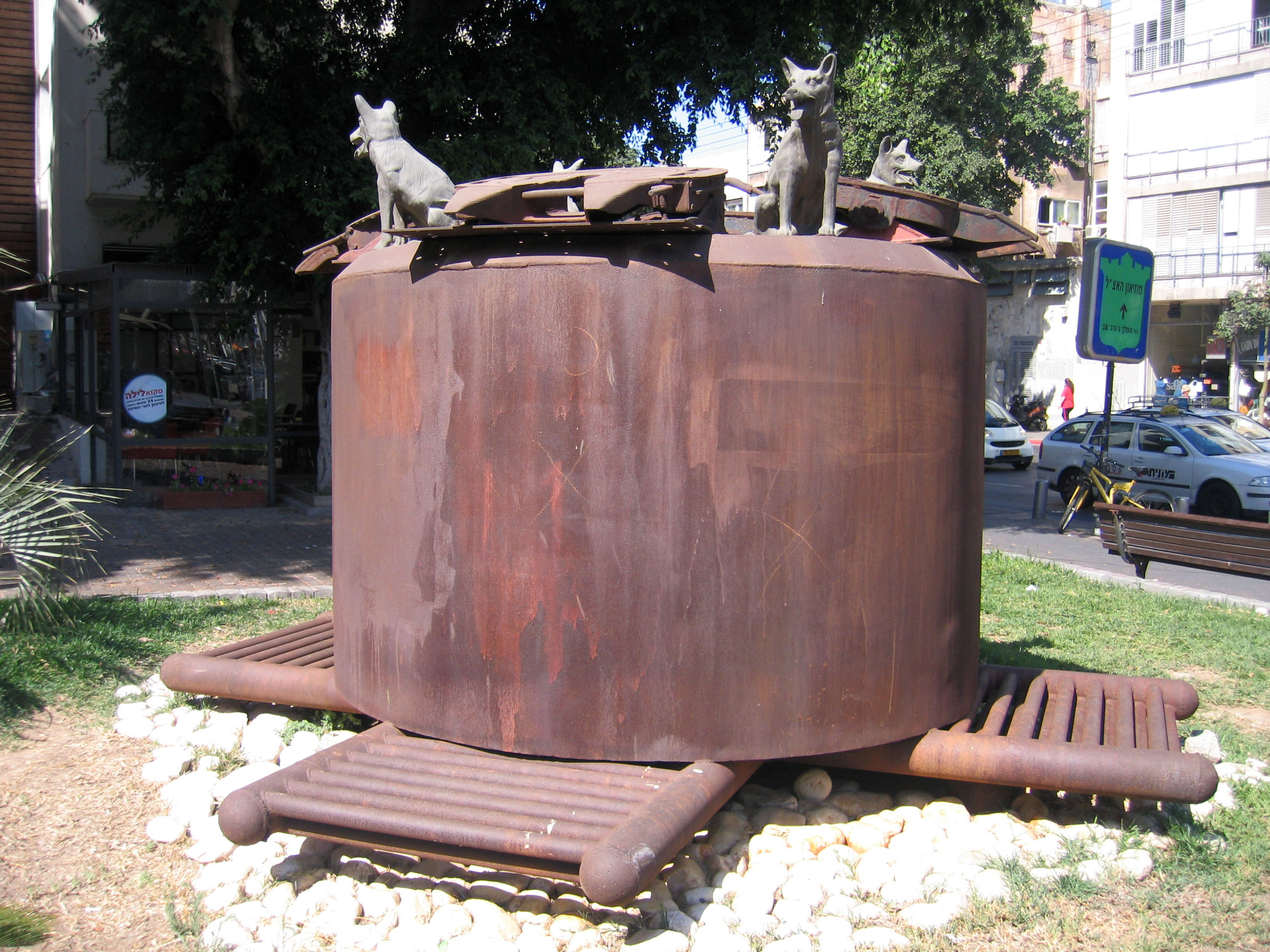
Well and four dogs (Brunnen und vier Hunde), Skulptur von Dorchin, 1991 in Tel Aviv an einer Straßenkreuzung